# Terry Frazee
Terry Frazee é um especialista em efeitos visuais estadunidense. Foi indicado ao Oscar de melhores efeitos visuais na edição de 2004 pelo trabalho na obra Pirates of the Caribbean: The Curse of the Black Pearl, ao lado de John Knoll, Hal Hickel e Charles Gibson.